# 컴퓨터 어플라이언스

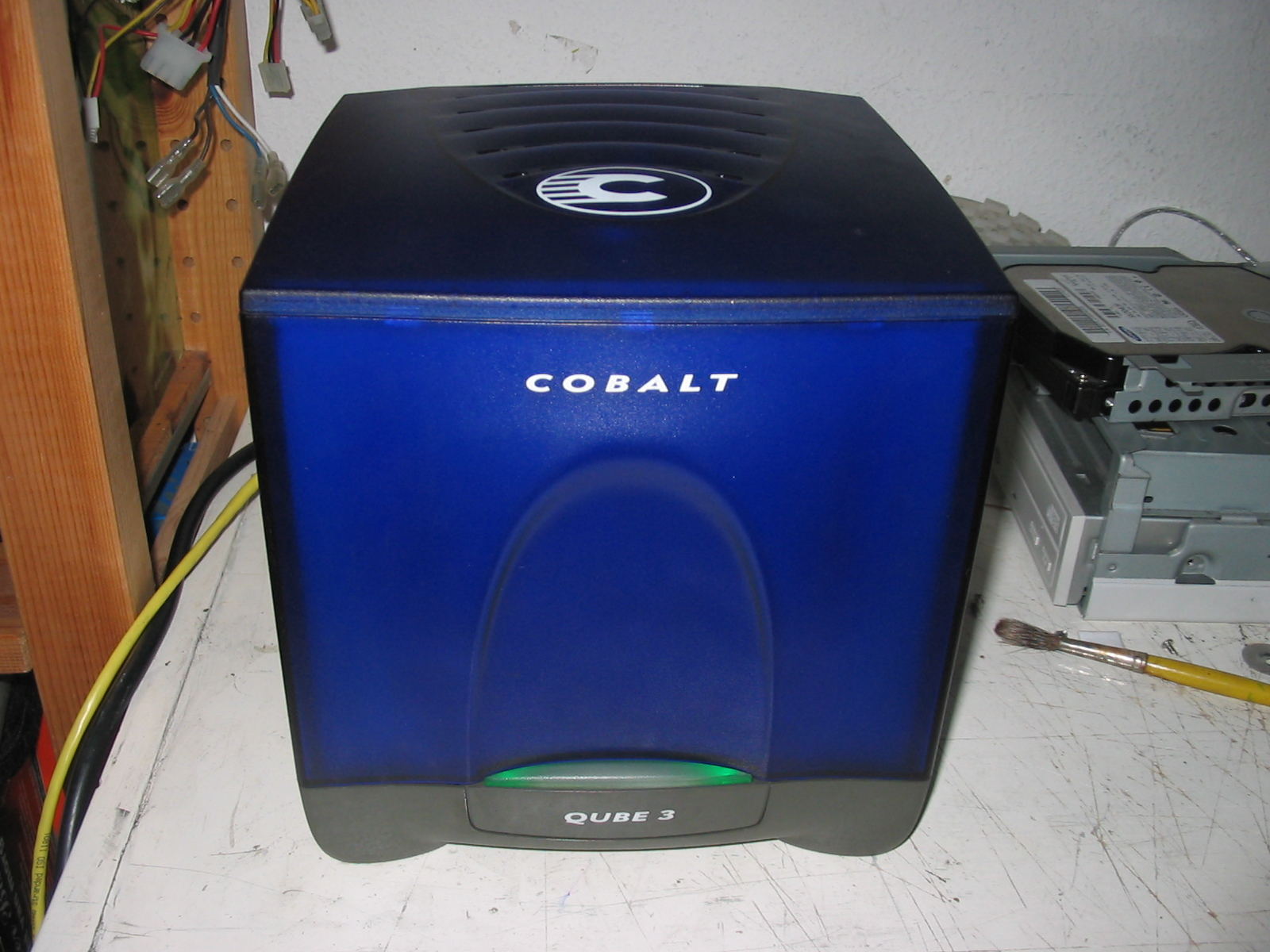
Cobalt Qube 3 - 컴퓨터 서버 어플라이언스 (2002년, 단종)

컴퓨터 어플라이언스(computer appliance)는 특정한 컴퓨터 자원을 제공하기 위해 설계된 소프트웨어나 펌웨어를 갖춘 컴퓨터이다. 이러한 장치들은 어플라이언스(appliance)로 알려져 있는데, 이는 홈 어플라이언스, 즉 가전제품과의 역할, 관리 면에서 유사성이 있기 때문으로, 보통 닫혀있고(밀봉되어 있고) 사용자나 소유자에 의해 서비스될 수 없음을 의미한다. 하드웨어와 소프트웨어는 통합 제품으로 조달되며 특정 목적을 위한 턴키(turn-key) 방식의 솔루션을 제공하기 위해 고객에게 배송되기 전에 미리 구성될 수도 있다. 범용 컴퓨터와 달리 어플라이언스는 일반적으로 고객들이 소프트웨어나 기반 운영 체제를 변경하거나 하드웨어를 유연하게 재구성할 수 있도록 설계되어 있지 않다.
다른 형태의 어플라이언스는 버추얼 어플라이언스이며 이는 전용 하드웨어 어플라이언스와 기능 면에서 유사하지만 하이퍼바이저 장비를 위한 소프트웨어 가상 머신 이미지로 배포된다.

## 같이 보기
- 차량 자동 항법 장치
- 그린 컴퓨팅
- 하드웨어 가속
- 정보 기기
- 개인 정보 단말기 (PDA)
- 스마트폰